# Orchis patens
Orchis patens là một loài lan được tìm thấy ở central Mediterranean đến tây bắc Africa.

## Hình ảnh

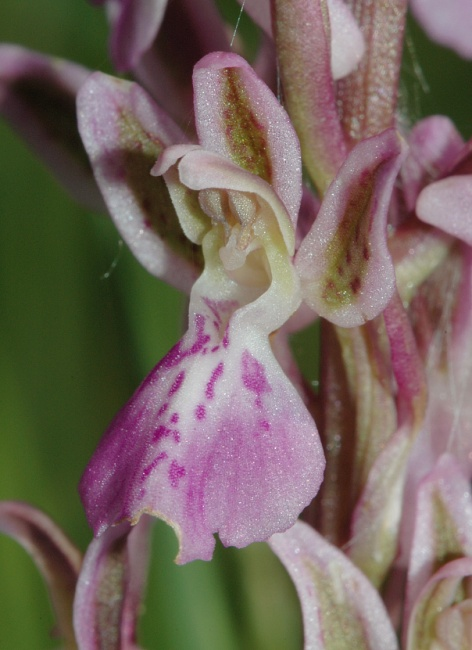
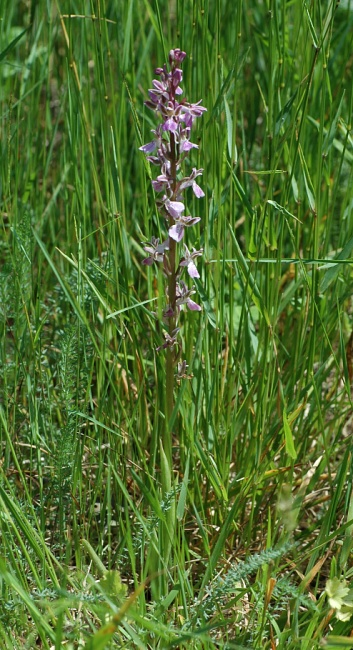
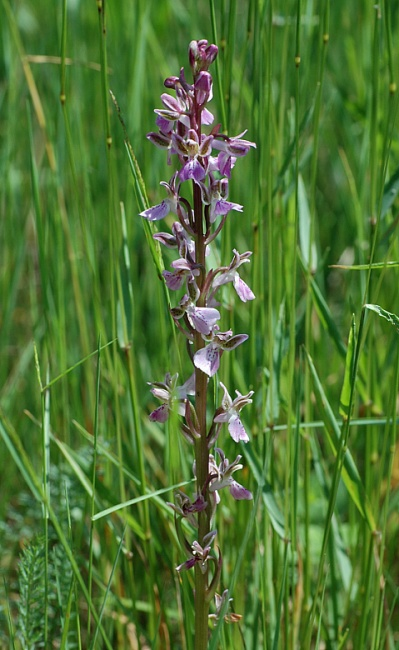
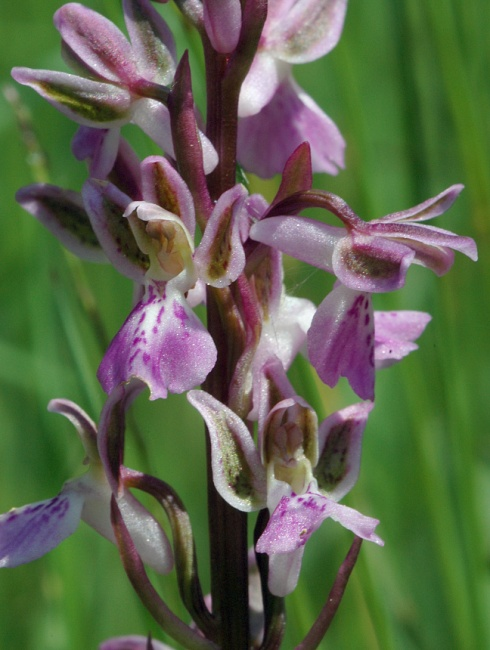